# Oratorio di San Biagio (San Bonifacio)
L’oratorio di San Biagio è una chiesa sussidiaria della parrocchia di Prova, frazione di San Bonifacio in provincia di Verona e diocesi di Vicenza; fa parte del vicariato di San Bonifacio-Montecchia di Crosara, più precisamente dell'Unità Pastorale San Bonifacio.

## Storia

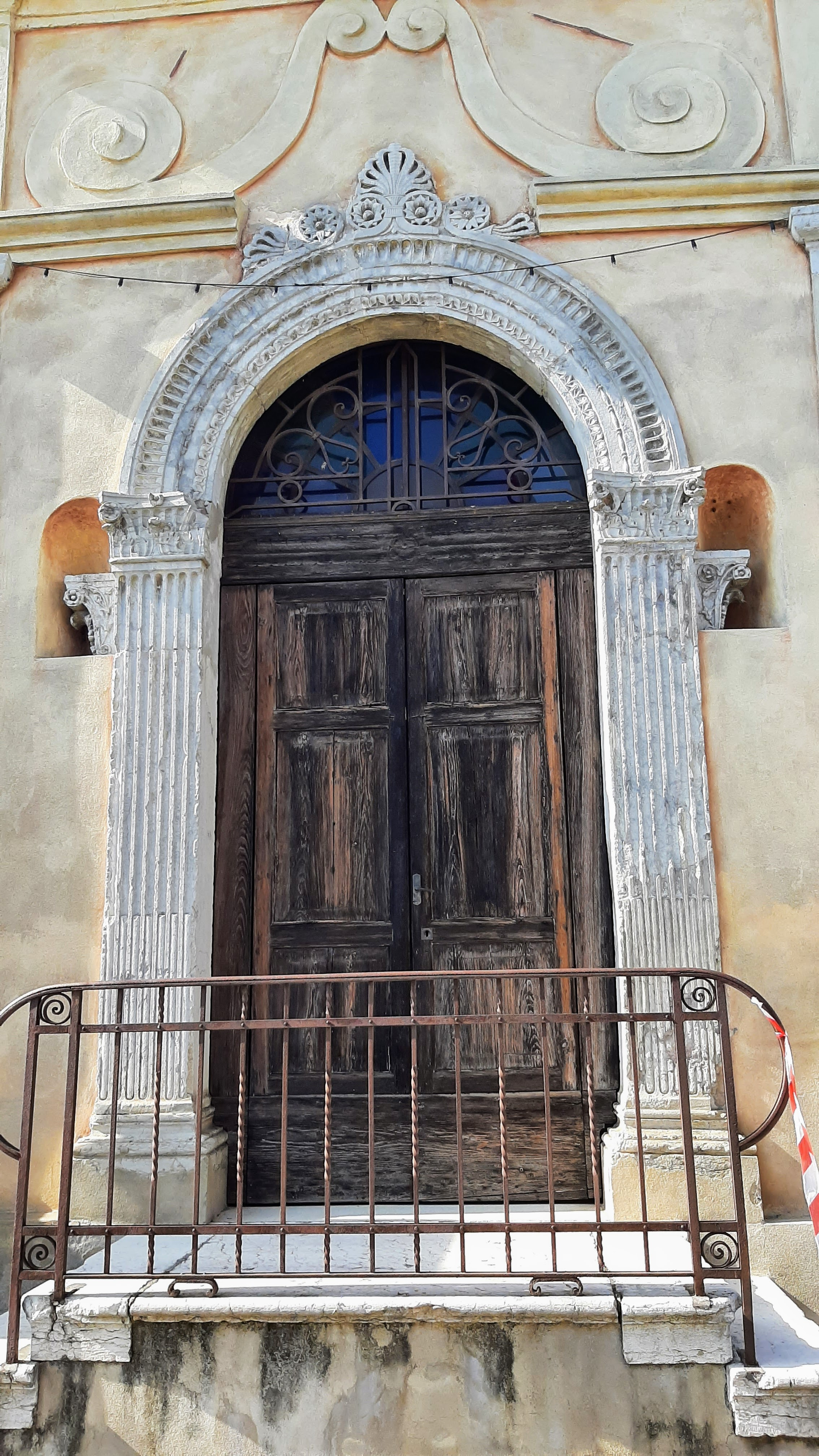
Il portale d'ingresso.

Dalle mappe quattrocentesche risulta che intorno alla chiesetta, già esistente all’epoca, fosse sorto il primo nucleo abitato dell’odierna Prova.
Furono i Cavalli, famiglia nobile veronese ad avere varie proprietà nella zona e a costruire, nel XVI secolo, l’edificio padronali, completato nel 1704, dai marchesi Carlotti, che nel 1679 acquistarono la proprietà.
Giulio Carlotti, come riporta l’epigrafe sull’altare, fece costruire l’attuale Oratorio nel 1695, che, fino alla costruzione della nuova chiesa (poi parrocchiale) di Prova, funse da edificio sacro della frazione.
Nel 1994 l’edificio è stato restaurato.

## Descrizione

### L’esterno
La chiesa, sul suo lato orientale costeggiata da Via Favorita, presenta un ingresso rialzato di qualche gradino. Il portale presenta forme tipiche del tardo Quattrocento, recuperato durante la costruzione della chiesetta. Forse apparteneva all’antica chiesa di San Biagio, ma è più probabile che fosse l’ingresso al palazzo dei Cavalli, in parte demolito per realizzare l’attuale Villa Carlotti. 
Al di sopra dell’architrave retta da lesene doriche, vi è un motivo a volute che tende a dare movimento alla facciata.
In asse col portale, in alto, domina una croce metallica, mentre a fianco dello stesso due nicchie con all’interno due capitelli. Sui lati diagonali abbiamo due ampie finestre di forma ottagonale.

### L’interno
L’aula, di pianta poligonale, presenta una controsoffittatura nell’unica navata che nasconde l’originale copertura a capriate lignee.
Il presbiterio, ampio, presenta una copertura a volta ribassata, ed è anticipato da un arco trionfale a sesto ribassato. Al centro l’altare retto da due colonne ioniche in marmo rosso di Verona e timpano spezzato. In una cornice di forma ellittica è collocata la pala di San Biagio, col santo al centro affiancato da San Carlo Borromeo e da San Francesco, santi protettori dei Carlotti. La pala, contemporanea all’edificio sacro, è attribuita al pittore veronese Andrea Voltolini.

## Campanile

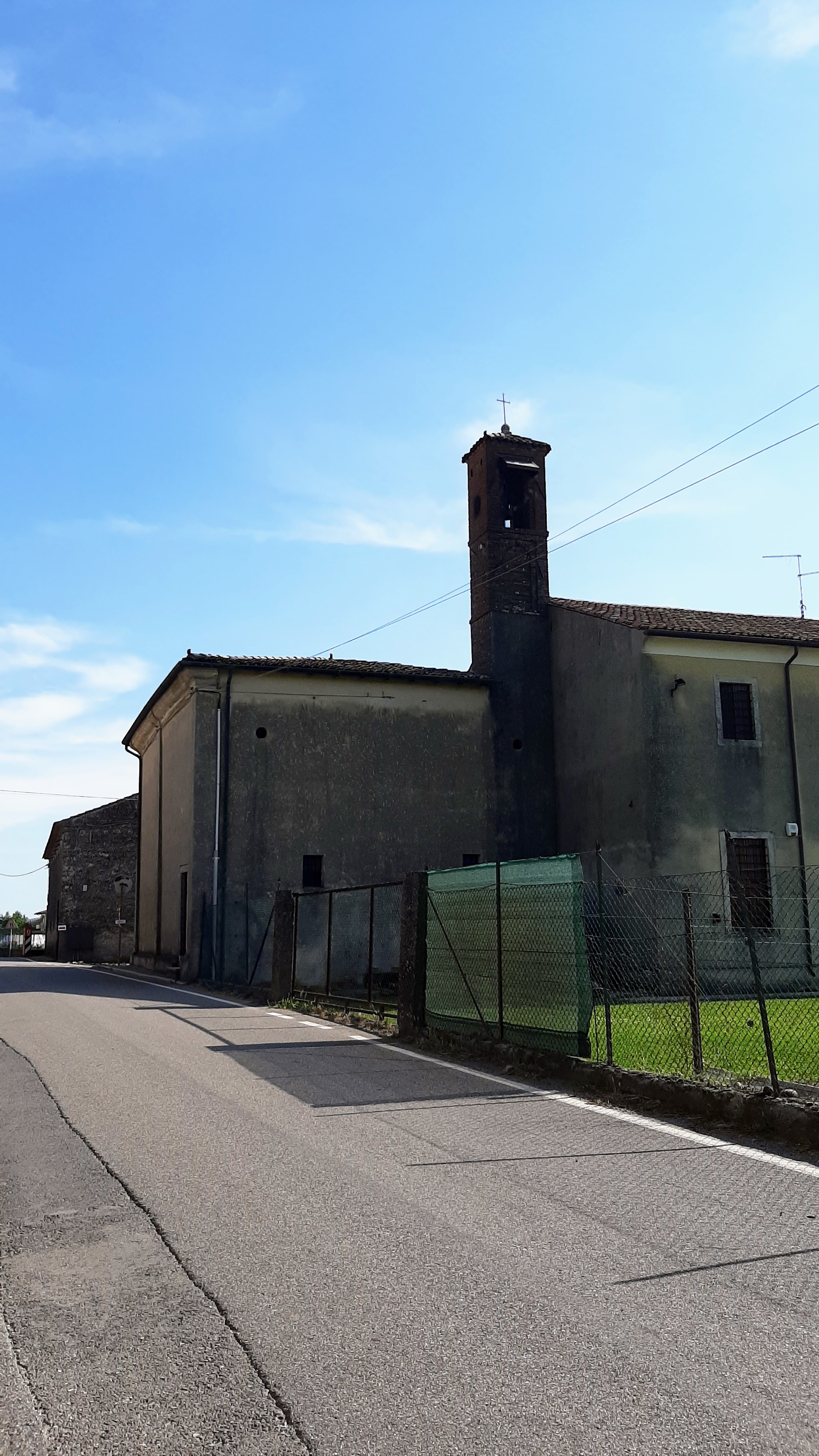
Il campanile.

Nella parte posteriore è presente un esile campanile a pianta rettangolare, con i lati maggiori rivolti verso nord e sud. In mattoni a vista, presenta una doppia cella campanaria, con monofore a tutto sesto. Quella superiore è dovuta ad un rialzamento della torre probabilmente nel XIX secolo. Sopra la copertura in tegole è presente una croce metallica. 
Nella cella campanaria superiore è presente una campana.